# Звонарьова Віра Ігорівна
 Віра Ігорівна Звонарьова (нар. 7 вересня 1984 в Москві, СРСР) — російська тенісистка, триразова переможниця турнірів Великого шолома в парній грі й дворазова в міксті, бронзова олімпійська медалістка.

## Кар'єра
Звонарьова розпочала займаться тенісом у шестирічному віці, статус професіоналки отримала в 2000. Наприкінці 2002 увійшла до 50 рейтингу Жіночої тенісної асоціації, а в 2003 у 20 рейтингу.
У 2004 Віра виграла Відкритий чемпіонат США у міксті разом із Бобом Браяном.
У 2006 виграла у жіночому парному розряді Відкритий чемпіонат США (у парі із Наталі Деші) та Вімблдонський турнір у міксті (разом із Енді Рамом із Ізраїлю).
17 серпня 2008 обіграла в матчі за третє місце китаянку Лі На й стала бронзовою призеркою Олімпійських ігор у Пекіні в тенісному одиночному розряді серед жінок.
У червні 2010-го Звонарьова вперше пробилася до фіналу турніру Великого шолома в одиночному розряді, Вімблдону, де поступилася Серені Вільямс (рахунок 6-3, 6-2 на користь американки). В наступному турнірі Великого шолома знову грала в фіналі, де поступилася Кім Клейстерс.
У 2012-у Звонарьова виграла свій другий парний титул — чемпіонат Австралії разом зі Світланою Кузнецовою.

## Перерва та повернення
У кінці 2013-го Звонарьова зазнала важкої травми плеча, яка вимагала хірургічного втручання. Тенісистка пропустила півтора року і повернулася в Тур тільки в 2014-му.
У 2016-му одружилася й народила дочку Евеліну. Повернулася на корт у 2017-му, а на початку 2018-го здобула перший за довгі роки титул — у парній грі на St. Petersburg Ladies' Trophy, де її партнеркою була Тімеа Бачинскі.
У 2020 році Звонарьова виграла свій третій парний турнір Великого шолома — Відкритий чемпіонат США 2020. Її партнеркою була німкеня Лаура Зігемунд.

## Значні фінали

### Фінали турнірів Великого шолома

#### Одиночний розряд: 2 (0–2)
| Результат | Рік  | Турнір    | Поверхня | Супротивниця   | Рахунок  |
| --------- | ---- | --------- | -------- | -------------- | -------- |
| Поразка   | 2010 | Wimbledon | Трава    | Серена Вільямс | 3–6, 2–6 |
| Поразка   | 2010 | US Open   | Хард     | Кім Клейстерс  | 2–6, 1–6 |

#### Пари: 3 (2–1)
| Результат | Рік  | Турнір          | Поверхня | Партнерка          | Супротивниці                     | Рахунок       |
| --------- | ---- | --------------- | -------- | ------------------ | -------------------------------- | ------------- |
| Перемога  | 2006 | US Open         | Хард     | Наталі Деші        | Дінара Сафіна Катарина Среботнік | 7–6(7–5), 7–5 |
| Поразка   | 2010 | Wimbledon       | Трава    | Олена Весніна      | Ваня Кінґ Ярослава Шведова       | 6–7(6–8), 2–6 |
| Перемога  | 2012 | Australian Open | Хард     | Світлана Кузнецова | Сара Еррані Роберта Вінчі        | 5–7, 6–4, 6–3 |
| Перемога  | 2020 | US Open         | Хард     | Лаура Зігемунд     | Ніколь Меліхар Сюй Їфань         | 6-4, 6-4      |

#### Мікст: 2 (2–0)
| Результат | Рік  | Турнір    | Поверхня | Партнер   | Супротивники               | Рахунок  |
| --------- | ---- | --------- | -------- | --------- | -------------------------- | -------- |
| Перемога  | 2004 | US Open   | Хард     | Боб Браян | Алісія Молік Тодд Вудбрідж | 6–3, 6–4 |
| Перемога  | 2006 | Wimbledon | Трава    | Енді Рам  | Вінус Вільямс Боб Браян    | 6–3, 6–2 |

## Фінали турнірів WTA

### Одиночний розряд: 30 (12 титулів, 18 поразок)
| Легенда                      |
| ---------------------------- |
| Турніри Великого шлему (0–2) |
| Фінал WTA (0–1)              |
| Турніри WTA 1000 (1–6)       |
| Турніри WTA 500 (1–4)        |
| Турніри WTA 250 (10–5)       |

| Фінали за покриттям |
| ------------------- |
| Тверде (9–14)       |
| Трава (1–1)         |
| Ґрунт (2–3)         |
| Килим (0–0)         |

| Результат | В-П   | Дата     | Турнір                                                | Категорія     | Покриття   | Опонент                   | Рахунок              |
| --------- | ----- | -------- | ----------------------------------------------------- | ------------- | ---------- | ------------------------- | -------------------- |
| Поразка   | 0–1   | Лип 2002 | Internazionali Femminili di Tennis di Palermo, Італія | Tier V        | Ґрунт      | Маріана Діас-Оліва        | 7–6(8–6), 1–6, 3–6   |
| Перемога  | 1–1   | Тра 2003 | Croatian Bol Ladies Open, Хорватія                    | Tier III      | Ґрунт      | Кончіта Мартінес Гранадос | 6–1, 6–3             |
| Перемога  | 2–1   | Лют 2004 | U.S. National Indoor Championships, США               | Tier III      | Тверде (i) | Ліза Реймонд              | 4–6, 6–4, 7–5        |
| Поразка   | 2–2   | Сер 2004 | Мастерс Цинциннаті, США                               | Tier III      | Тверде     | Ліндсі Девенпорт          | 3–6, 2–6             |
| Поразка   | 2–3   | Жов 2004 | Philadelphia Championships, США                       | Tier II       | Тверде     | Амелі Моресмо             | 6–3, 2–6, 2–6        |
| Перемога  | 3–3   | Лют 2005 | National Indoors, США (2)                             | Tier III      | Тверде (i) | Меган Шонессі             | 7–6(7–3), 6–2        |
| Поразка   | 3–4   | Січ 2006 | WTA Auckland Open, Нова Зеландія                      | Tier IV       | Тверде     | Маріон Бартолі            | 2–6, 2–6             |
| Перемога  | 4–4   | Чер 2006 | Birmingham Classic, Велика Британія                   | Tier III      | Трава      | Джамея Джексон            | 7–6(12–10), 7–6(7–5) |
| Перемога  | 5–4   | Лип 2006 | Cincinnati Open, США                                  | Tier III      | Тверде     | Катарина Среботнік        | 6–2, 6–4             |
| Поразка   | 5–5   | Січ 2007 | Auckland Classic, Нова Зеландія                       | Tier IV       | Тверде     | Єлена Янкович             | 6–7(9–11), 7–5, 3–6  |
| Поразка   | 5–6   | Січ 2008 | Hobart International, Австралія                       | Tier IV       | Тверде     | Елені Даніліду            | w/o                  |
| Поразка   | 5–7   | Лют 2008 | Qatar Ladies Open, Катар                              | Tier I        | Тверде     | Марія Шарапова            | 1–6, 6–2, 0–6        |
| Поразка   | 5–8   | Кві 2008 | Charleston Open, США                                  | Tier I        | Ґрунт      | Серена Вільямс            | 4–6, 6–3, 3–6        |
| Перемога  | 6–8   | Тра 2008 | Prague Open, Чехія                                    | Tier IV       | Ґрунт      | Вікторія Азаренко         | 7–6(7–2), 6–2        |
| Перемога  | 7–8   | Вер 2008 | Guangzhou International Women's Open, КНР             | Tier III      | Тверде     | Пен Шуай                  | 6–7(4–7), 6–0, 6–2   |
| Поразка   | 7–9   | Жов 2008 | Кубок Кремля, Росія                                   | Tier I        | Тверде (i) | Єлена Янкович             | 2–6, 4–6             |
| Поразка   | 7–10  | Жов 2008 | Linz Open, Австрія                                    | Tier II       | Тверде (i) | Ана Іванович              | 2–6, 1–6             |
| Поразка   | 7–11  | Лис 2008 | Фінал WTA, Катар                                      | Tour Фінали   | Тверде     | Вінус Вільямс             | 7–6(7–5), 0–6, 2–6   |
| Перемога  | 8–11  | Лют 2009 | Pattaya Women's Open, Таїланд                         | International | Тверде     | Саня Мірза                | 7–5, 6–1             |
| Перемога  | 9–11  | Бер 2009 | Indian Wells Open, США                                | Premier M     | Тверде     | Ана Іванович              | 7–6(7–5), 6–2        |
| Перемога  | 10–11 | Лют 2010 | Pattaya Open, Таїланд (2)                             | International | Тверде     | Тамарін Танасугарн        | 6–4, 6–4             |
| Поразка   | 10–12 | Кві 2010 | Charleston Open, США                                  | Premier       | Ґрунт      | Саманта Стосур            | 0–6, 3–6             |
| Поразка   | 10–13 | Лип 2010 | Вімблдонський турнір, Велика Британія                 | Grand Slam    | Трава      | Серена Вільямс            | 3–6, 2–6             |
| Поразка   | 10–14 | Сер 2010 | Мастерс Канада, Канада                                | Premier 5     | Тверде     | Каролін Возняцкі          | 3–6, 2–6             |
| Поразка   | 10–15 | Вер 2010 | Відкритий чемпіонат США з тенісу, США                 | Grand Slam    | Тверде     | Кім Клейстерс             | 2–6, 1–6             |
| Поразка   | 10–16 | Жов 2010 | China Open, КНР                                       | Premier M     | Тверде     | Каролін Возняцкі          | 3–6, 6–3, 3–6        |
| Перемога  | 11–16 | Лют 2011 | Катар Всього Open, Катар                              | Premier       | Тверде     | Каролін Возняцкі          | 6–4, 6–4             |
| Перемога  | 12–16 | Лип 2011 | Baku Cup, Азербайджан                                 | International | Тверде     | Ксенія Первак             | 6–1, 6–4             |
| Поразка   | 12–17 | Сер 2011 | San Diego Open, США                                   | Premier       | Тверде     | Агнешка Радванська        | 3–6, 4–6             |
| Поразка   | 12–18 | Жов 2011 | Toray Pan Pacific Open, Японія                        | Premier 5     | Тверде     | Агнешка Радванська        | 3–6, 2–6             |

### Парний розряд: 23 (16 титулів, 7 поразок)
| Легенда          |
| ---------------- |
| Grand Slam (3–2) |
| WTA Фінали (1–0) |
| WTA 1000 (4–1)   |
| WTA 500 (2–3)    |
| WTA 250 (6–1)    |

| Фінали за покриттям |
| ------------------- |
| Тверде (13–4)       |
| Трава (0–2)         |
| Ґрунт (2–0)         |
| Килим (1–1)         |

| Результат | В-П  | Дата     | Турнір                                            | Категорія     | Покриття   | Партнер               | Опонент                              | Рахунок          |
| --------- | ---- | -------- | ------------------------------------------------- | ------------- | ---------- | --------------------- | ------------------------------------ | ---------------- |
| Поразка   | 0–1  | Жов 2003 | Кубок Кремля, Росія                               | Tier I        | Килим (i)  | Анастасія Мискіна     | Надія Петрова Меган Шонессі          | 3–6, 4–6         |
| Поразка   | 0–2  | Лют 2004 | U.S. National Indoor Championships, США           | Tier III      | Тверде (i) | Марія Шарапова        | Оса Свенссон Мейлен Ту               | 4–6, 6–7(0–7)    |
| Перемога  | 1–2  | Жов 2004 | Kremlin Cup, Росія                                | Tier I        | Килим (i)  | Анастасія Мискіна     | Вірхінія Руано Паскуаль Паола Суарес | 6–3, 4–6, 6–2    |
| Перемога  | 2–2  | Тра 2005 | German Open, Німеччина                            | Tier I        | Ґрунт      | Олена Лиховцева       | Кара Блек Лізель Губер               | 4–6, 6–4, 6–3    |
| Поразка   | 2–3  | Чер 2005 | Eastbourne International, Велика Британія         | Tier II       | Трава      | Олена Лиховцева       | Ліза Реймонд Ренне Стаббс            | 3–6, 5–7         |
| Поразка   | 2–4  | Лип 2005 | Silicon Valley Classic, США                       | Tier II       | Тверде     | Олена Лиховцева       | Ліза Реймонд Ренне Стаббс            | 3–6, 5–7         |
| Перемога  | 3–4  | Січ 2006 | WTA Auckland Open, Нова Зеландія                  | Tier IV       | Тверде     | Олена Лиховцева       | Емілі Луа Барбора Стрицова           | 6–3, 6–4         |
| Перемога  | 4–4  | Сер 2006 | Відкритий чемпіонат США з тенісу, США             | Grand Slam    | Тверде     | Наталі Деші           | Дінара Сафіна Катарина Среботнік     | 7–6(7–5), 7–5    |
| Поразка   | 4–5  | Лип 2008 | Stanford Classic, США                             | Tier II       | Тверде     | Олена Весніна         | Кара Блек Лізель Губер               | 4–6, 3–6         |
| Перемога  | 5–5  | Бер 2009 | Indian Wells Open, США                            | Premier M     | Тверде     | Вікторія Азаренко     | Хісела Дулко Шахар Пеєр              | 6–4, 3–6, [10–5] |
| Поразка   | 5–6  | Лип 2010 | Вімблдонський турнір, Велика Британія             | Grand Slam    | Трава      | Олена Весніна         | Ваня Кінг Ярослава Шведова           | 6–7(6–8), 2–6    |
| Перемога  | 6–6  | Січ 2012 | Відкритий чемпіонат Австралії з тенісу, Австралія | Grand Slam    | Тверде     | Світлана Кузнецова    | Сара Еррані Роберта Вінчі            | 5–7, 6–4, 6–3    |
| Перемога  | 7–6  | Лют 2018 | St. Petersburg Ladies' Trophy, Росія              | Premier       | Тверде (i) | Тімеа Бачинскі        | Алла Кудрявцева Катарина Среботнік   | 2–6, 6–1, [10–3] |
| Перемога  | 8–6  | Лип 2018 | Moscow River Cup, Росія                           | International | Ґрунт      | Анастасія Потапова    | Олександра Панова Галина Воскобоєва  | 6–0, 6–3         |
| Перемога  | 9–6  | Лют 2019 | Hungarian Ladies Open, Угорщина                   | International | Тверде (i) | Катерина Олександрова | Фанні Штоллар Гезер Вотсон           | 6–4, 4–6, [10–7] |
| Перемога  | 10–6 | Вер 2020 | US Open, США (2)                                  | Grand Slam    | Тверде     | Лаура Зігемунд        | Ніколь Меліхар Сюй Їфань             | 6–4, 6–4         |
| Перемога  | 11–6 | Бер 2022 | WTA Lyon Open, Франція                            | WTA 250       | Тверде (i) | Лаура Зігемунд        | Алісія Барнетт Олівія Ніколлз        | 7–5, 6–1         |
| Перемога  | 12–6 | Кві 2022 | Відкритий чемпіонат Маямі з тенісу, США           | WTA 1000      | Тверде     | Лаура Зігемунд        | Вероніка Кудерметова Елісе Мертенс   | 7–6(7–3), 7–5    |
| Перемога  | 13–6 | Сер 2023 | Washington Open, США                              | WTA 500       | Тверде     | Лаура Зігемунд        | Алекса Гуарачі Моніка Нікулеску      | 6–4, 6–4         |
| Поразка   | 13–7 | Вер 2023 | US Open, США                                      | Grand Slam    | Тверде     | Лаура Зігемунд        | Габріела Дабровскі Ерін Рутліфф      | 6–7(9–11), 3–6   |
| Перемога  | 14–7 | Вер 2023 | Ningbo International Tennis Open, КНР             | WTA 250       | Тверде     | Лаура Зігемунд        | Ґо Ханю Цзян Сіньюй                  | 4–6, 6–3, [10–5] |
| Перемога  | 15–7 | Жов 2023 | Jiangxi International Women's Tennis Open, КНР    | WTA 250       | Тверде     | Лаура Зігемунд        | Ері Ходзумі Макото Ніномія           | 6–4, 6–2         |
| Перемога  | 16–7 | Лис 2023 | Фінал WTA, Мексика                                | WTA Фінали    | Тверде     | Лаура Зігемунд        | Ніколь Меліхар-Martinez Еллен Перес  | 6–4, 6–4         |